# Late Night with David Letterman
Late Night with David Letterman je americký televizní pořad vysílaný stanicí NBC. První díl byl vysílán dne 1. února 1982 a poslední 25. června 1993. Moderoval jej David Letterman a šlo o první verzi série Late Night. Letterman roku 1993 přešel k televizi CBS a začal moderovat pořad Late Show with David Letterman. V Late Night jej nahradil Conan O'Brien (Late Night with Conan O'Brien), který na této pozici zůstal až do roku 2009, kdy jej nahradil Jimmy Fallon (Late Night with Jimmy Fallon).